# 法雷奥
法雷奥（法語：Valeo），是一家法國公司，致力于汽车零件研发、制造、销售，以及汽车内部嵌入式模块。

## 历史
成立于法国巴黎郊区的聖旺，當時公司叫Société Anonyme Française de Ferodo，在英国菲罗多公司授权下，销售刹车内衬和雨刷。公司于1960年开始多元化经营：刹车系统（1961年）、空调系统（1962年）、照明系统（1970年）和汽车电子系统（1978年）。公司于1980年5月28日决定更名为法雷奥（在拉丁语中被译为“我会很好”）。 
从1980年代开始，法雷奥快速进军国际市场，通过一系列海外兼并，发展成一家跨国企业，涵盖多个重要汽车零件领域的。 現今，法雷奥由四大分支组成，其中最年轻的分支成立于2007年，前身为爱尔兰科能特电气（Connaught Electronics）。

## 组织机构
截止2010年，法雷奥已经在全球28个国家设置自己的分支，共124个生产工厂，21个研究中心，40个开发中心，以及12个商品配发平台（数据截止2011年9月）。 在2012年，公司在欧洲及非洲的营业额占其总量的53%， 17%来自北美地区，6%来自南美洲，以及24%来自亚洲和其它地区。2017年初，分布在33个国家雇员91 800人，155个生产地点，20个研发中心，38个开发中心，15个分布平台。
法雷奥集团由四大类分支共13种产品系列组成： 
1. 汽车舒适，辅助驾驶系统（Comfort and Driving Assistance Syst）:
  - 内部控制（CIC/  VIC- Valeo Interior Control）,
  - Driving Assistance - CDV 前身安全系统（VSS- Valeo Security System）
  - Connected Car - CCC
2. 动力总成系统（Powertrain Systems）:
  - 电机系统（VEES- Valeo Electric Engin System）或（Electrical Systems - PES）
  - 电子系统（Electronics - PEL）
  - 传动 （Transmission Systems - PTR）
  - 发动机控制系统和空气循环控制 （Combustion Engine - PCE）
3. 车载空调系统（Thermal Systems） :
  - 车内温度控制系统（Thermal Climate Control - TCC/VCC- Valeo Climat Control）,
  - Thermal Powertrain - TPT
  - Thermal Front End - TFE
  - 涡轮增压（Thermal Compressor - TCP/VC- Valeo Conpressors）,
4. 视觉系统（Visibility Systems）:
  - 灯光照明指示系统（VLS- Valeo Lighting System）,
  - 雨刷系统（VWS- Valeo Wiper System）

此外，法雷奥服务机构Valeo Service（VS）是一个致力于维修市场的营销机构。 此项商业活动在2011年占到了法雷奥15%的营业额。

## 引用
1. ↑  Annual report 2011[永久]
2. ↑  Annual report 2011[永久]
3. ↑  Valeo global presence 2011 的存檔，存档日期2010-03-10.
4. ↑  Valeo global presence 2011 的存檔，存档日期2010-03-10.
5. ↑  valeo.com 的存檔，存档日期April 20, 2010，.
6. ↑  Rapport d'activité 2011 的存檔，存档日期2013-02-09.